# لوران کورتوا
لوران کورتوا (انگلیسی: Laurent Courtois؛ زادهٔ ۱۱ سپتامبر ۱۹۷۸) بازیکن فوتبال اهل فرانسه است.
از باشگاه‌هایی که در آن بازی کرده‌است می‌توان به باشگاه فوتبال لس آنجلس گلکسی، باشگاه فوتبال وستهام یونایتد، باشگاه فوتبال چیواس یواس‌ای، باشگاه فوتبال المپیک لیون، باشگاه فوتبال لوانته، باشگاه فوتبال آژاکسیو، و باشگاه فوتبال تولوز اشاره کرد.